# アスコットにおける国王陛下名代
アスコットにおける国王陛下名代（英: His /Her Majesty's Representative at Ascot）は、イギリスの宮廷職。アスコット競馬場で行われるロイヤルアスコット開催に際して、英国王室による参加及びロイヤルエンクロージャーの警備を統括・監督する。2020年より第4代準男爵サー・フランシス・ブルックが名代を務める。

## 歴代名代一覧
1901年以前は猟犬管理長官がその職掌を兼ねた。
| 代 | 写真 | 在任中の爵位 氏名 （生没年）                                              | 在任期間        | 出典               |
| -- | ---- | ------------------------------------------------------------------------- | --------------- | ------------------ |
| 1  |      | 第3代チャーチル男爵 ヴィクター・スペンサー (1864-1934)                    | 1901年 - 1934年 | [ 3 ]              |
| 2  |      | 第2代ディーエルのハミルトン男爵 ギャヴィン・ハミルトン （1872-1952）      | 1934年 - 1945年 | [ 4 ]              |
| 3  |      | 第16代ノーフォーク公爵 バーナード・フィッツアラン＝ハワード （1908-1975） | 1945年 - 1972年 | [ 5 ]              |
| 4  |      | 第5代アバーガヴェニー侯爵 ジョン・ネヴィル （1914-2000）                  | 1972年 - 1982年 | [ 6 ]              |
| 5  |      | サー・ピアーズ・ベンゴー （1929-2005）                                    | 1984年 - 1997年 | [ 7 ]              |
| 6  |      | ハーティントン侯爵 ペレグリン・キャヴェンディッシュ （1944- ）            | 1997年 - 2011年 | [ 1 ]              |
| 7  |      | サー・ジョニー・ウェザビー （1959- ）                                     | 2011年 - 2020年 | [ 8 ] [ 9 ] [ 10 ] |
| 8  |      | 第4代準男爵 サー・フランシス・ブルック （1963-）                          | 2020年 -        | [ 2 ]              |